# Присцила Леал да Силва
Присцила Леал да Силва (порт. Priscila Leal da Silva; 10 марта 1989, Сан-Каэтану-ду-Сул Бразилия) — бразильская шашистка, двукратная чемпионка Бразилии по бразильским шашкам (2005, 2006), доцент кафедры математики Федерального университета ABC (UFABC).

## Биография
Профессор Присцила Леал да Силва окончила Федеральный университет ABC со степенью бакалавра наук и технологий (Математика) и получила степень доктора математики в том же университете в 2016 году. В период с 2017 по 2019 год она работала в Федеральном университете Сан-Карлоса (UFSCar).

## Спортивная биография
В 2005 году Присцила Леал приняла участие в 1-м чемпионате Бразилии по шашкам-64 среди женщин, организованном Бразильской конфедерацией шашек, который проводился в Барра Бонита, Сан-Паулу, и стала чемпионкой. В 2006 году она участвовала во 2-м чемпионате Бразилии по шашкам-64 среди женщин, проходившем в Сан-Паулу, одержала 8 побед, одну партию сыграла вничью, одну партию проиграла и разделила титул чемпионки с Франсиской Родригес Костой. После двух национальных титулов Присцила также участвовала в 4-м чемпионате Бразилии по шашкам, проходившем в Сан-Каэтану-ду-Сул в 2008 году и в 5-м чемпионате Бразилии по шашкам Жау в 2009 году. На обоих чемпионатах она заняла второе место. 